# Brüder III – Auf dem Jakobsweg
Brüder III – Auf dem Jakobsweg ist ein österreichischer Film aus dem Jahr 2006. Bei dem Film handelt es sich um eine Tragikomödie und den dritten Teil einer österreichischen Film-Trilogie, die in Zusammenarbeit mit ARTE produziert wurde. Die beiden ersten Teile sind Brüder von 2002 und Brüder II von 2003.

## Handlung
Ernst Stadler wird für seine Verdienste als Gastgeber einer Gourmet-Sendung vom Bürgermeister mit dem Goldenen Verdienstkreuz der Stadt Wien geehrt, sein Bruder Ludwig hält die Laudatio. Obwohl der ehemalige Lebensgefährte des jüngsten Bruders kürzlich verstorben ist, ist Adrian (Scheißerl) ebenfalls bei der Verleihung dabei. Er befindet sich in einer Sinnkrise und sucht auf Pilgerreise nach Santiago de Compostela eine Lösung. Ludwig (Wickerl) denkt, Adrian wolle am Ende der Reise in Finisterre (Ende der Welt) Suizid begehen. Um dies zu verhindern und seinen „kleinen“ Bruder zu beschützen, begleitet Ludwig, der gesundheitlich schwer angeschlagen ist, ihn unaufgefordert. Als Ernst in eine Kokain-Affäre verwickelt und seine Sendung vom Fernsehen abgesetzt wird, stößt er in Spanien zu seinen Brüdern. Unterwegs lernen sie den 75 Jahre alten Holländer Arie (Dolf de Vries) kennen. Er ist schon seit Utrecht unterwegs. 
Gemeinsam unterwegs, erfährt jeder für sich auf dem Rest der Reise die Bedeutung des Jakobswegs und macht seine Erkenntnisse: Adrian geht von Anfang an voll motiviert. Ludwig erleidet einen Kreislaufkollaps und muss einige Tage im Krankenhaus verbringen. Ernst legt bald seinen weißen Anzug ab, wirft seinen Alukoffer weg, legt sich eine richtige Ausrüstung zu und beginnt sich ernsthaft mit dem Weg auseinanderzusetzen. Durch die gemeinsamen Erfahrungen auf dem Weg finden die drei Brüder wieder zueinander und kommen gemeinsam in Santiago de Compostela an.

## Produktion und Veröffentlichung
Der Film wurde 2006 von Dor Film unter der Regie von Wolfgang Murnberger und nach einem Drehbuch von Uli Brée und Rupert Henning produziert. Die Musik stammt von Anton Burger, Peter Kaizar und Otto Lechner. Der Fernsehfilm wurde erstmals am 10. Mai 2006 durch ORF ausgestrahlt. Der Sender brachte den Film zusammen mit den anderen auch auf DVD heraus. Wiederholungen folgten bei arte und BR.

## Auszeichnungen
- 2006: Sonderpreis für herausragende darstellerische Leistungen beim Fernsehfilm-Festival Baden-Baden für Wolfgang Böck, Erwin Steinhauer  und Andreas Vitásek
- 2007: Eine Romy bei der Romyverleihung 2007 in der Kategorie Bester Fernsehfilm (Wolfgang Murnberger)